# Сахнюк Григорій Вікторович
Григорій Вікторович Сахнюк (Гаранян) (нар. 11 січня 1987, Київ, УРСР) — український футболіст, нападник.

## Клубна кар'єра
Вихованець київських «Динамо» й «Оболоні». Після завершення навчання грав за «Динамо-3» у другій лізі чемпіонату України. У 2007 році разом з ще одним «динамівцем» Антоном Корольчук спочатку виступав в оренді в київському ЦСКА, а потім перейшов у «Кривбас». Єдиний матч у вищій лізі провів 4 серпня того ж року, вийшовши в стартовому складі проти сімферопольської «Таврії». У перерві гри був замінений на Анатолія Опрю. За дубль криворіжців зіграв 25 матчів, забив 4 м'ячі.
З 2010 року грав у другій лізі за «Буковину», «Сталь» (Дніпродзержинськ) та «Гірник» (Кривий Ріг). У складі «Буковини» в сезоні 2009/10 років ставав переможцем групи А першості другої ліги.
Навесні 2014 року перейшов в «Оболонь-Бровар». В її складі в сезоні 2014/15 років завоював срібні медалі другої ліги, а з ними і путівку в першу лігу. На початку січня 2018 року по завершенні контракту залишив столичний клуб.

## Кар'єра в збірній
У 2004 році в складі юнацької збірної U-17 (футболісти не старше 1987 року народження) під керівництвом Віктора Кащея брав участь у фінальній частині чемпіонату Європи у Франції. На цьому турнірі жовто-сині послідовно поступилися одноліткам з Англії (0:2), Австрії (1:2) й Португалії (0:4), і в підсумку посіли останнє місце в групі B. Сахнюк взяв участь у всіх трьох поєдинках. У двох з них виходив в основному складі.

## Поза футболом
Григорій Сахнюк відвідує Київську єврейську месіанську громаду.

### Особисте життя
Одружений, батько чотирьох дітей.
Брат, Віктор, також професіональний футболіст.